# Поду-Хаджулуй
Поду-Хаджулуй (рум. Podu Hagiului) — село у повіті Ясси в Румунії. Входить до складу комуни Горбан.
Село розташоване на відстані 310 км на північний схід від Бухареста, 49 км на південний схід від Ясс.

## Населення
За даними перепису населення 2002 року у селі проживали 662 особи, з них 661 особа (99,8%) румунів. Рідною мовою 661 особа (99,8%) назвала румунську.